# Anthelephila lamottei
Anthelephila lamottei es una especie de coleóptero de la familia Anthicidae.

## Distribución geográfica
Habita en Guinea.